# Лейбович, Нехама
Нехама Лейбович (ивр. נחמה ליבוביץ׳‎; 3 сентября 1905 — 12 апреля 1997) — израильский библеист и комментатор, возродившая интерес к изучению Библии.

## Биография
Нехама Лейбович родилась в ортодоксальной еврейской семье в Риге через два года после своего старшего брата, философа Йешаяху Лейбовича. Семья переехала в Берлин в 1919 году. В 1930 году Лейбович получила докторскую степень в Марбургском университете за диссертацию «Методы перевода в немецко-еврейских библейских переводах». В том же 1930 году она иммигрировала в Подмандатную Палестину со своим мужем Едидией Липман Лейбович. Следующие двадцать пять лет она преподавала на религиозных сионистских семинарах. В 1957 году она начала читать лекции в Тель-Авивском университете и через одиннадцать лет стала профессором. Она также проводила занятия в Еврейском университете Иерусалима и других учебных заведениях по всей стране. Помимо своих сочинений, Лейбович регулярно комментировала чтения Торы для радиостанции «Голос Израиля».
Её муж, Едидия Липман Лейбович, также приходился ей дядей, и у них не было детей. На её похоронах племянник сказал, что он ей как сын, и многие её ученики вместе с племянником произнесли за неё кадиш. Она считается великим религиозным образцом для подражания для маленьких религиозных детей в Израиле, и организация Неэманей Тора Ваавода призвала систему государственных школ Израиля включить её в подборку биографий, которые изучают израильские дети в начальной школе.

## Учебные листы
В 1942 году Лейбович начала рассылать шаблоны вопросов по еженедельному чтению Торы всем, кто их просил. Эти рабочие листы, которые она называла гильёнот (страницы), отправлялись ей обратно, и она лично просматривала их и возвращала с исправлениями и комментариями. Они стали очень популярны и востребованы людьми из всех слоёв израильского общества. В 1954 году Лейбович начала публиковать свои «Исследования», в которые вошли многие вопросы, фигурировавшие в её учебных листах, а также избранные традиционные комментарии и её собственные примечания к ним. Со временем эти исследования были собраны в пять книг, по одной на каждую книгу Торы. Впоследствии эти книги были переведены на английский язык раввином доктором Арье (Лайбель/Леонард) Ньюманом.

## Стиль преподавания
Когда её попросили описать её методы, она ответила: «У меня нет дерех… Я учу только тому, что говорят комментарии. Ничего не принадлежит мне». Она отличалась скромным поведением в сочетании с остроумием и всегда предпочитала титул «учитель» более престижному «профессор». В соответствии с её просьбой, «מורה» (мора, «учитель») — единственное слово, начертанное на её надгробии, кроме её имени и дат. Она строго отмечала ошибки в контрольных работах по ивриту и ненавидела переключение кода на «хеблиш» у некоторых англоязычных иммигрантов.

## Награды и признание
- В 1956 году Лейбович была удостоена Премии Израиля в области образования[12] за свою работу по содействию пониманию и признанию Библии.
- В 1983 году она была солауреатом (совместно с Эфраимом Элимелехом Урбахом[англ.]) премии Бялика за еврейскую мысль[13].

## Опубликованные работы
- ʻIyunim be-Sefer Bereshit : be-ʻiḳvot parshanenu ha-rishonim ṿeha-aḥaronim, 1966; English: Studies in Bereshit (Genesis) in the context of ancient and modern Jewish Bible commentary, 1971
- ʻIyunim be-Sefer Shemot: be-ʻiḳvot parshanenu ha-rishonim ṿeha-aḥaronim, 1969; Eng. Studies in Shemot (Exodus), 1976
- ʻIyunim be-Sefer Yayikra: be-ʻiḳvot parshanenu ha-rishonim ṿeha-aḥaronim, 1982; Eng. Studies in Vayikra (Leviticus), 1980
- ʻIyunim be-Sefer BaMidbar: be-ʻiḳvot parshanenu ha-rishonim ṿeha-aḥaronim, 1994; Eng. Studies in Bamidbar (Numbers), 1980
- ʻIyunim be-Sefer Devarim: be-ʻiḳvot parshanenu ha-rishonim ṿeha-aḥaronim, 1996; Eng. Studies in Devarim (Deuteronomy), 1980
- Torah insights, 1995
- Studies on the Haggadah from the teachings of Nechama Leibowitz, 2002